# 亞速斯凱 (別爾江斯克區)
46°48′27″N 36°40′38″E / 46.80750°N 36.67722°E
亞速斯凯（烏克蘭語：Азовське）是位於烏克蘭東南部的村莊，由扎波羅熱州別爾江斯克區的別爾江斯克市鎮負責管轄。該村處於庫察別爾江卡河畔，在別爾江斯克西方2.5公里，面積3.75平方公里，海拔高度7米，2016年人口2,537人。

## 歷史
來自比薩拉比亞的86個移民家庭於1861年創立該村落，原名伊萬尼夫卡（烏克蘭語：Іванівка），至1912年人口1,212。
1922-2016年名為卢那察尔斯凯（烏克蘭語：Луначарське），又依俄語名譯为卢那察尔斯科耶（俄语：Луначарское）。2016改為現名亞速斯凯。